# Vidin (okręg Gorj)
Vidin – wieś w Rumunii, w okręgu Gorj, w gminie Jupânești. W 2011 roku liczyła 279 mieszkańców.